# Crystals of Arborea
Crystals of Arborea je RPG videohra typu dungeon z roku 1990 vytvořená a distribuovaná francouzskou společností Silmarils pro platformy MS-DOS, Amiga a Atari ST. Jedná se o prequel trilogie Ishar, se kterou v roce 2009 vyšla pod názvem Ishar Compilation pro Microsoft Windows. Crystals of Arborea má také nádech adventury a strategie. Britský herní časopis Amiga Power hru přirovnal ke klasické RPG strategii The Lords of Midnight, která vyšla roku 1984 na ZX Spectrum.

## Hratelnost
Videohra Crystals of Arborea patří mezi tzv. „krokovací dungeony“. Hráč ovládá družinu max. sedmi postav, z nichž hlavním hrdinou je princ Jarel. Jeho šest společníků může mít tato tři povolání:
- bojovník (warrior) – mistrně ovládá zbraně
- kouzelník (wizard) – vládne mocnými kouzly
- hraničář (ranger) – schopný lučištník a průzkumník

Na začátku je možné upravit si družinu, lze přiřadit bonusové body k těmto charakteristikám:
- zdraví (life-points) – určuje, kolik postava snese zásahů než zemře
- síla (strength) – důležitá vlastnost pro bojovníky[4], určuje sílu úderů zbraněmi
- konstituce (constitution) – vlastnost vhodná pro kouzelníky[4], ovlivňuje magii
- hbitost (agility) – hodí se všem postavám, ale zejména hraničářům[4] a bojovníkům

Boj s nepřáteli je na tahy a probíhá separátně ve zvláštním módu připomínajícím šachy či dámu. Energii je možné doplnit lektvary nebo spánkem. Jarel se může během chůze otočit a své spolubojovníky spatřit (což je atypický prvek v dungeonech, většinou jde o pohled celé družiny). Zvláštností je i možnost vyslat je samostatně na průzkum či je ponechat na místě odpočívat. Výhodou je rychlejší odhalení důležitých míst na mapě, nevýhodou větší zranitelnost osamocených postav.
Ve hře probíhá střídání dne a noci. Období dne je znázorněno pohyblivou ryskou na obvodu kompasu mezi piktogramy Slunce a Měsíce. Jarel disponuje schopností nočního vidění. Číslo na kompasu ukazuje počet uplynulých herních dní. Ve hře se nevyskytují žádné obchody ani peníze.
Nepřátelé se pohybují, na mapě jsou zaznamenáni červenou tečkou. Zde se zobrazují i odhalené lokace, sídla apod. Vyplatí se navštěvovat příbytky nehratelných postav (rytířů, kleriků, ...), kteří po správném zodpovězení svých otázek mohou sdělit důležitou informaci, věnovat určité kouzlo apod.

## Příběh
Před dávnými věky stvořili bohové svět krystalů. Byl to domov orků, elfů (sham-nirů) a temných elfů. Na ostrově Arborea zanechali na znamení rovnováhy a harmonie čtyři magické krystaly, které symbolizovaly živly ohně, vzduchu, vody a země. Zlý bůh chaosu Morgoth byl vykázán z panteonu. Z pomsty ukradl krystaly a poštval proti elfům sham-nirům orky a temné elfy. Když se bohové probudili a uviděli všude kolem sebe zkázu, seslali na svět velkou povodeň, po jejímž řádění zbyl z pevniny pouze ostrov Arborea, poslední bašta odporu proti Morgothovi. Sham-nirský princ Jarel se spolu se svými šesti společníky (Akeer, Zach, Jon, Irvan, Olbar, Thorm) vydá najít ztracené krystaly, vrátit je na svá místa ve svatyních a obnovit harmonii ve světě.